# John E. Miller
John Elvis Miller, född 15 maj 1888 i Stoddard County, Missouri, död 30 januari 1981 i Fort Smith, Arkansas, var en amerikansk demokratisk politiker. Han representerade delstaten Arkansas i båda kamrarna av USA:s kongress.
Miller avlade 1912 juristexamen vid University of Kentucky. Han inledde sedan sin karriär som advokat i White County, Arkansas. Han arbetade också som åklagare och inom bankbranschen.
Han representerade Arkansas 2:a distrikt i USA:s representanthus 1931–1937. Senator Joseph Taylor Robinson avled 1937 och efterträddes av Miller. Han var ledamot av USA:s senat 15 november 1937–31 mars 1941. Miller avgick från senaten för att ta emot en utnämning till en federal domstol.
Miller var metodist och frimurare. Han var dessutom medlem i Shriners. Hans grav finns på Forest Park Cemetery i Fort Smith.